# Ester Mieli
 (juillet 2024).
Pour les articles homonymes, voir Mieli.
Ester Mieli est une journaliste, femme politique et sénatrice italienne née à Rome le 24 avril 1976.

## Biographie
Elle naît le 22 avril 1976 à Rome, où elle vit toujours. Elle est la petite-fille de l'écrivain italien et survivant de l'Holocauste Alberto Mieli.
Après avoir obtenu son baccalauréat scientifique au lycée « Renzo Levi » de Rome, elle est diplômée en sociologie à l'université « La Sapienza » et a obtenu le diplôme universitaire de trois ans d'études juives « Renzo Gattegna », organisé par l'UCEI (Union de la communauté juive italienne).
Journaliste de profession, elle a collaboré avec Il Sole 24 Ore, Libero, Il Tempo et Metro et fait partie depuis 2021 de l'équipe éditoriale du programme télévisé White Zone, diffusé sur Rete 4.
Elle était porte-parole de la communauté juive de Rome.
Elle est sénatrice depuis le 13 octobre 2022 dans le groupe parlementaire de Fratelli d'Italia de Giorgia Meloni.
Elle a indiqué que dans l'ADN du parti Fratelli d'Italia, il n'y a pas de nostalgie fasciste, raciste ni antisémite. Et ce avant de voir l'enquête sur l'antisémitisme dans les dires de certains jeunes de son parti.

## Œuvres
- Ester Mieli (avec son père Alberto Mieli), Eravamo ebrei: questa era la nostra unica colpa (Venezia: Marsilio, 2016)